# Železniční trať Knin–Zadar

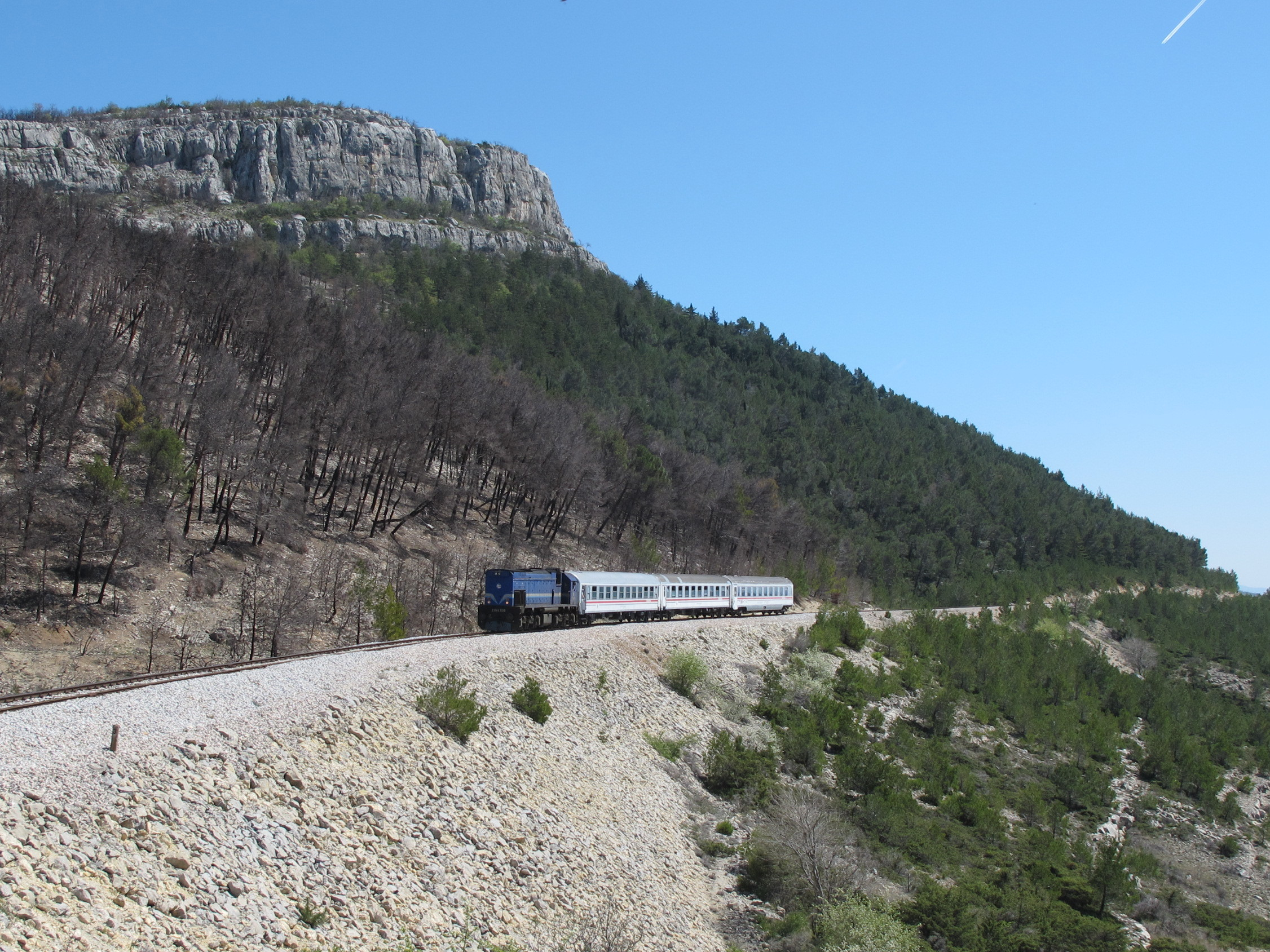
Vlak na trati mezi obcemi Đervske a Dalmatinska Ostrovica.

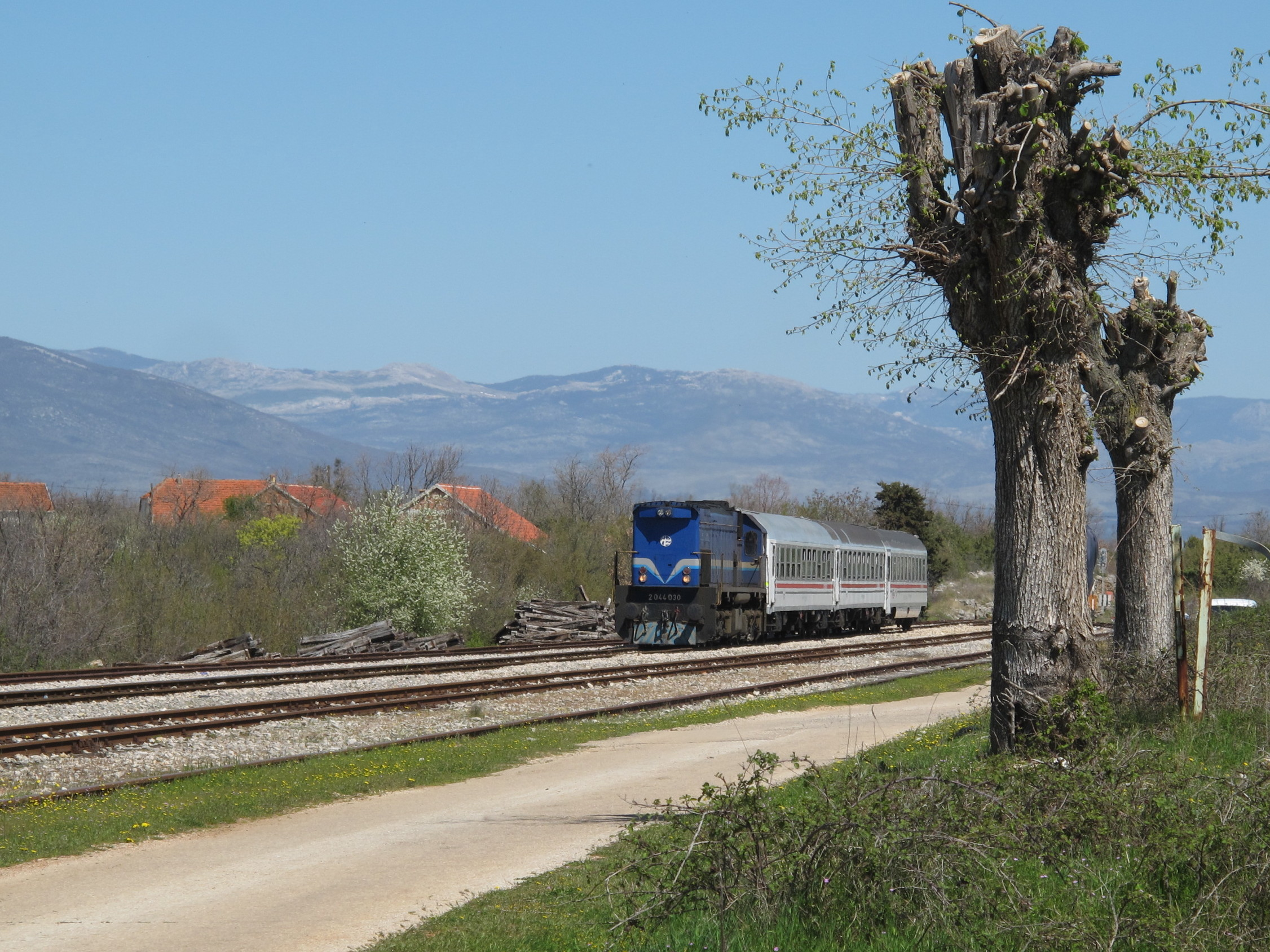
Vlak ve stanici Kistanje.

Železniční trať Knin–Zadar (chorvatsky Željeznička pruga Knin–Zadar) se nachází na pomezí chorvatského přímoří a pohraničí s Bosnou a Hercegovinou. Dlouhá je 98 km a slouží od roku 1967. Překonává značné výškové rozdíly, nachází se na ní 19 mostů a 22 tunelů. 

## Historie
Již na počátku 20. století existovaly různé plány na napojení přístavu Zadar na železniční síť. I přes značné investice v regionu, které uskutečnilo jak Rakousko-Uhersko, tak i Království Srbů, Chorvatů a Slovinců, však vhodná příležitost na realizaci trati přišla až po druhé světové válce. Stavební práce byly formálně zahájeny v posledních měsících před vypuknutím První světové války, nebyly však po několik desítek let ale obnoveny. 
Trať byla budována v 50. a 60. letech 20. století; její výstavba trvala 14 let a probíhala v jednotlivých etapách. Roku 1962 byl otevřen úsek Knin–Kistanje, o rok později pak úsek Kistanje–Benkovac. Roku 1967 poté projel vlak po celé trase trati a Jugoslávie tak získala další přístav na Jaderském moři, který byl napojen na její železniční síť. 
Kromě zásobování zbožím umožňovala tato trať i dopravu turistů z evropských zemí do letovisk v blízkosti Zadaru. Pravidelně zde byly provozovány rychlíky ze Záhřebu do Zadaru. Sezónně odsud také vyjížděly vlaky do Hamburku i Bělehradu. 
Na přelomu 80. a 90. let existoval plán na modernizaci a rozšíření kapacity trati, který však nebyl z důvodů válečných událostí realizován. V oblastech, kudy probíhá trať, žili totiž převážně Srbové, kteří se proti centrální vládě v Záhřebu vzbouřili a vyhlásili Republiku Srbskou Krajinu. Následně bylo území pohraničí Chorvatska a Bosny a Hercegoviny předmětem blokád, ozbrojených akcí a nakonec i otevřených bojů. V lednu a červenci 1991 byla trať ze strany srbských povstalců zaminována. 
Až do Operace Bouře a ovládnutí celého území Chorvatska centrální vládou zde proto neprobíhal žádný železniční provoz.
Po skončení konfliktu byla trať částečně obnovena a od roku 1996 obnoven pravidelný provoz. Roku 2012 a 2014 byly provedeny rozsáhlejší rekonstrukční práce na obnově trati; investice měla hodnotu 100 milionů kun a vyžádala si dočasné přerušení provozu na trati.

## Stanice
- Knin
- Oćestovo
- Radučić
- Vujasinovići
- Ivoševci
- Kistanje
- Đervske
- Dalmatinska Ostrovica
- Bulić
- Lepuri
- Kožlovac
- Benkovac
- Sopot
- Raštević
- Nadin
- Skabrnja
- Prkos
- Galovci
- Debeljak
- Sukošan
- Bibinje
- Zadar